# Live Bites
Live Bites е третият официален концертен албум на германската рок група „Скорпиънс“, издаден от „Мъркюри Рекърдс“ и „Полиграм Рекърдс“ на 3 април 1995 г. Той включва 13 песни записани на живо в Ленинград, СССР, Сан Франциско, САЩ, Мексико Сити, Мексико, Мюнхен и Берлин, Германия, по време на три поредни световни концертни турнета на групата Savage Amusement Tour (1988 – 1989), Crazy World Tour (1990 – 1991) и Face the Heat Tour (1993 – 1994). Допълнително, Live Bites съдържа студийните песни Heroes Don't Cry и White Dove, от които последната е издадена през 1994 г. като сингъл в сътрудничество с Детския фонд на обединените нации за набиране на средства за бежанците от гражданската война в Руанда. Американското издание се различава от европейското и включва само 11 песни на живо, но е добавена Edge of Time като трата студийна песен, която първоначално е включена в компилацията Deadly Sting, издадена в Европа седмици преди това.
Въпреки огромният успех на сингъла Wind of Change от 1990 г., албумът е записан в момент, когато „Скорпиънс“ вече не са на върха на своята кариера и тяхната публика започва да се отдръпва през тези години. По това време групата губи своята енергия в създаването на типичните за нея рок песни, отчасти и заради промяната на предпочитанията си за музика.
След като се появява на пазара, той получава противоречиви отзиви от специализираната преса. Въпреки че германското списание „Браво“ пише, че това е „страхотен албум на живо, за да отпразнува тридесетата годишнина на групата“, други като „Олмюзик“ и канадецът Мартин Попоф го наричат албум само „за най-отдадените фенове“ и съответно „сравнително несъществен“. От търговска гледна точка, Live Bites не получава голямо внимание в музикалните класации, тъй като влиза само в националата класация на Германия и в странична такава в Обединеното кралство.

## Описание
През 1993 г. „Скорпиънс“ издават своя дванадесети студиен албум Face the Heat, последната им продукция, издадена от„Мъркюри Рекърдс“, след като „Полиграм“ обявяват през април същата година, че прехвърлят всички артисти от американската звукозаписна компания към Фонограм Рекърдс, включително и германците. Въпреки че получава положителни отзиви от основните медии по това време, като „Билборд“, „Кешмюзик“ и „Мюзик енд Медия“, промоционалното турне Face the Heat Tour, е по-ограничено от предишните, отражение на ниската популярност, които хардрок и хевиметъл групите понасят по това време, най-вече в Съединените американски щати. От тази поредица от концерти част от песните записани на живо, са взети за бъдещ нов албум на живо.

## Записване
Албумът се състои от тринадесет песни на живо, взети от различни концерти, направени по време на Savage Amusement Tour (1988-1989), Crazy World Tour (1990-1991) и Face the Heat Tour (1993-1994). Песни №1, 2, 5 и 7 са записани в Мексико Сити, Мексико, 3, 4 и 9 в Берлин, Германия, 6, 10 и 12 в Сан Франциско, Съединени американски щати, 8 в Ленинград, Съветски съюз и 12 и 3 в Мюнхен, Германия. Сред песните са включени изпълненията на бразилския певец Херивелто Мартинс от 1942 г. на Ave Maria No Morro изпълнена като специална благодарност към мексиканските фенове и Concerto in V, соло за китара от Рудолф Шенкер заедно с Херман Раребел на клавишите, които те свирят само на Face the Heat Tour. Living for Tomorrow, е песен, написана от Клаус Майне и Рудолф Шенкер по време на записите на албума Savage Amusement и която те свирят само на концертите в Ленинград през април 1988 г. Песента вече е издадена в компилацията Still Loving You през 1992 г.
Live Bites включва и две нови студийни песни Heroes Don't Cry и White Dove. Първата е акустична „мощна“ балада, написана от Рудолф Шенкер и Клаус Майне и записана в „Гуднайт Ел Ей Студиос“ в Лос Анджелис, Съединени американски щати и „Скорпио Саунд“ в Хановер, Германия под продуценството на Кийт Олсън. White Dove е аранжирана версия на песента Gyöngyhajú Lány на унгарската прогресив рок група „Омега“. Записана в Нидерландия през 1994 г., тя е издаден като сингъл в подкрепа на Детския фонд на обединените нации, с цел набиране на средства за бежанци от гражданската война в Руанда. Последната и всички песни на живо са миксирани от Ервин Муспер в студио „Виселорд“, докато Heroes Don't Cry е миксирана в студио „Критерия“ в Маями.

## Издаване и представяне
Live Bites е издаден на 3 април 1995 г. чрез „Мъркюри Рекърдс“ и има само на „договорен ангажимент“ с „Полиграм“, компанията „майка“ на звукозаписната компания. Американското издание се различава от европейското, в него са премахнати Ave Maria No Morro и Hit Between the Eyes и включва трета студийна песен Edge of Time, записана в студио „Скорпио Саунд“ и посочена като „песен неиздадена“ в компилацията Deadly Sting от февруари 1995 г., публикувана само в Европа. Албумът влиза в основната класация в Германия и постига най-високата си позиция от №66 през седмицата от 8 май 1995 г. По същия начин на 22 април същата година той дебютира в специалната класация за рок и метъл албуми в Обединеното кралство под №29. За да бъде популяризиран албума, през същата година версията записна на живо на In Trance е публикувана като промоционален сингъл.

## Коментари на критиците
Live Bites получава смесени отзиви от специализираната преса. Стивън Томас Ерлюайн от „Олмюзик“ го оценява с две звезди от пет и коментира, че е дошъл в момент, когато групата губи своята публика, така че албумът „документира този спад твърде ефективно“. Освен това той отбеляза: „Има случайни акценти, но твърде голяма част от записа съдържа уморени, половинчати изпълнения, за да си заслужава всеки, освен за най-отдадените фенове.“ Канадският критик Мартин Попоф го нарича „сравнително незначителен“, въпреки че „звучи по-добре от тежкия World Wide Live“.
Германското списание „Браво“ пише, че „те отново доказват защо са една от най-добрите групи на живо, защото когато се разклащат с Tease Me Please Me или No Pain No Gain няма кой да ги спре“. Що се отнася до баладите Wind of Change, When the Smoke is Going Down и White Dove, той заявява, че те „гарантират настръхване“. За да завърши рецензията си, той посочва, че „това е страхотен албум на живо за отбелязване на тридесетата годишнина на групата“. Джералд Мартинез от „Ню Стрейт Тахмс“ отбеляза, че групата звучи много по-добре на живо и благодарение на технологията за записване, изпълненията се чуват с „невероятна яснота“ и подчертава представянето на Клаус Майне и Матиас Ябс.

## Списък с песните

### Европейско издание
1. Tease Me Please Me (Матиас Ябс, Джим Валенс, Клаус Майне, Херман Раребел) – 4:52 (на живо от Мексико Сити)
2. Is There Anybody There? (Рудолф Шенкер, Клаус Майне, Херман Раребел) – 4:08 (на живо от Мексико Сити)
3. Rhythm of Love (Рудолф Шенкер, Клаус Майне) – 3:45 (на живо от Берлин)
4. In Trance (Рудолф Шенкер, Клаус Майне) – 4:06 (на живо от Мексико Сити)
5. No Pain No Gain (Рудолф Шенкер, Клаус Майне, Марк Хъдсън) – 4:06 (на живо от Мексико Сити)
6. When the Smoke Is Going Down (Рудолф Шенкер, Клаус Майне) – 2:37 (на живо от Мексико Сити)
7. Ave Maria No Morro (Хервивелто Мартин, М. Салинас) – 3:15 (на живо от Мексико Сити)
8. Living for Tomorrow (Рудолф Шенкер, Клаус Майне) – 6:55 (на живо от Ленинград)
9. Concerto in V (Рудолф Шенкер) – 3:00 (на живо от Берлин или Сан Франциско)
10. Alien Nation (Рудолф Шенкер, Клаус Майне) – 5:29 (на живо от Мексико Сити)
11. Hit Between the Eyes (Рудолф Шенкер, Херман Раребел, Клаус Майне, Джим Валенс) – 4:08 (на живо от Мексико Сити)
12. Crazy World (Рудолф Шенкер, Клаус Майне, Херман Раребел, Джим Валенс) – 5:33 (на живо от Сан Франциско)
13. Wind of Change (Клаус Майне) – 5:46 (на живо от Мюнхен)
14. Heroes Don't Cry (Рудолф Шенкер, Клаус Майне) – 4:32 (нова студио песен)
15. White Dove (кавър на „Омега“) (Прешър, Адамис, Рудолф Шенкер, Клаус Майне) – 4:18 (нова студио песен)

### Американско издание
1. Tease Me Please Me (Матиас Ябс, Джим Валенс, Клаус Майне, Херман Раребел) – 4:51 (на живо от Мексико Сити)
2. Is There Anybody There? (Рудолф Шенкер, Клаус Майне, Херман Раребел) – 4:08 (на живо от Мексико Сити)
3. Rhythm of Love (Рудолф Шенкер, Клаус Майне) – 3:45 (на живо от Берлин)
4. In Trance (Рудолф Шенкер, Клаус Майне) – 4:06 (на живо от Мексико Сити)
5. No Pain No Gain (Рудолф Шенкер, Клаус Майне, Марк Хъдсън) – 4:06 (на живо от Мексико Сити)
6. When the Smoke Is Going Down (Рудолф Шенкер, Клаус Майне) – 2:36 (на живо от Мексико Сити)
7. Living for Tomorrow (Рудолф Шенкер, Клаус Майне) – 6:55 (на живо от Ленинград)
8. Concerto in V (Рудолф Шенкер) – 3:00 (на живо от Берлин или Сан Франциско)
9. Alien Nation (Рудолф Шенкер, Клаус Майне) – 5:28 (на живо от Мексико Сити)
10. Crazy World (Рудолф Шенкер, Клаус Майне, Херман Раребел, Джим Валенс) – 5:33 (на живо от Сан Франциско)
11. Wind of Change (Клаус Майне) – 5:46 (на живо от Мюнхен)
12. Edge of Time (Рудолф Шенкер, Клаус Майне) – 4:07 (нова студио песен)
13. Heroes Don't Cry (Рудолф Шенкер, Клаус Майне) – 4:32 (нова студио песен)
14. White Dove (кавър на Омега) (Прешър, Адамис, Рудолф Шенкер, Клаус Майне) – 4:18 (студио песен)

## Състав
| - Клаус Майне - вокали и задни вокали - Рудолф Шенкер - ритъм китара, водеща китара, шестструнна акустична китара и дванадесетструнна акустична китара и задни вокали - Матиас Ябс - основна и ритъм китара, шест- и дванадесетструнна акустична китара и задни вокали - Ралф Рикерман - бас китара, контрабас и задни вокали - Херман Раребел - барабани и клавиши Допълнителни музиканти - Франсис Буххолц - бас китара на Rhythm of Love, Living for Tomorrow и Edge of Time - Ричард Бейкър - диригент на Heroes Don't Cry - Фред Уайт, Линда МакКрари, Алфи Сайлъс и Рики Нелсън - вокали на Heroes Don't Cry - Люк Херцог - текст на на Heroes Don't Cry - Детски хор „Маджел Лустенхауер“ - детски хор на White Dove - Рок-И Харел - допълнителен текст в White Dove Източник на информацията: Обложка на Live Bites. | - „Скорпиънс“ - продукция - Скорпиънс и Кийт Олсън - продукция на White Dove и Heroes Don't Cry - Ервин Муспер - смесване - Сандер ван дер Хайде - постпродукция - Йорг Вишман и Свен Бодин - обложка - Док Макгий - управление - Йорг Вишман - снимка на задната обложка - Фернандо Асевес - фотография |

## Позиция в класациите
| Класация                                     | Най-висока позиция | Източник |         |
| 1995 г.                                      | 1995 г.            | 1995 г.  | 1995 г. |
| -------------------------------------------- | ------------------ | -------- | ------- |
| Германия                                     | 66                 | [ 17 ]   |         |
| Великобритания („Рок енд Метъл Албумс Чарт“) | 29                 | [ 18 ]   |         |

## Цитати
1. ↑  PRIDE, DOMINIC. Phonogram Germany Moves To Hamburg (PDF) //  International.   Billboard, 1993-04-10. (на английски)
2. ↑  PAUL VERNA, CHRIS MORRIS, AND EDWARD MORRIS. SCORPIONS Face The Heat (PDF) //  Album Reviews.   Billboard, 1993-10-02. Посетен на 2023-11-23. (на английски)
3. ↑  Augusto, Troy. PICK OF THE WEEK (PDF) //  POP ALBUMS.   Cash Box, 1993-10-09. (на английски)
4. ↑  SCORPIONS Face The Heat (PDF) //  Loud & Proud Releases.   Music and Media, 1993-10-23. p. 21. Посетен на 2023-11-23. (на английски)
5. 1 2  Popoff 2016, с. 166.
6. 1 2  Popoff 2016, с. 166 – 167.
7. ↑  Joseph, Jonathan. Album that is almost as good as live show (pdf) //  CITY DIARY.   New Straits Times, 1995-06-26. p. 5. Посетен на 2023-11-23. (на английски)
8. 1 2 3  Popoff 2016, с. 167.
9. ↑  Guillaume, Gaguet. Scorpions L'intégrale en 367 piqûres.   Francés, Camion Blanc, 2020. ISBN 9782378481902. Посетен на 2023-11-23.
10. ↑  Riemann, Hannsjörg. CD DER WOCHE (PDF) //  Platten - News.   Bravo, 1992-04-22.  Архивиран от оригинала на 2023-05-06. Посетен на 2023-11-23. (на немски)
11. ↑  Анипченко, Денис. White Dove – Scorpions //  Omega, Scorpions.   song-story.ru, 2012-08-31. Посетен на 2023-11-23. (на английски)
12. ↑  Scorpions – White Dove //  Scorpions.   discogs.com. Посетен на 2023-11-23. (на английски)
13. ↑  Scorpions — White Dove //   en.puzzle-english.com, 2023-11-23.  Архивиран от оригинала на 2020-11-05. Посетен на 2020-10-30. (на английски)
14. ↑  Scorpions – Live Bites //  discogs.com.   2023-11-23. Посетен на 2023-11-23. (на английски)
15. ↑  ALBUM DETAILS Live Bites //  Discography.   the-scorpions.com. Посетен на 2023-11-23. Live Bites is a live album by the Scorpions released in 1995. (на английски)
16. ↑  Popoff 2016, с. 171.
17. 1 2  Scorpions Live Bites Album //   offiziellecharts.de. Посетен на 2023-11-23. (на немски)
18. 1 2  LIVE BITES by SCORPIONS //  SCORPIONS.   Official Rock & Metal Albums Chart. Посетен на 2023-11-23. (на английски)
19. ↑  Scorpions – In Trance //  Scorpions.   discogs.com. Посетен на 2023-11-23. (на английски)
20. 1 2  Erlewine, Stephen. AllMusic Review by Stephen Thomas Erlewine //  Album Overview.   allmusic.com. Посетен на 2023-11-23. (на английски)
21. ↑  Popoff 2005, с. 387.
22. ↑  Larkin 2006, с. 1976.
23. ↑  SCORPIONS Live Bites //  Reviews.   rockhard.de. Посетен на 2023-11-23. (на немски)
24. ↑  SCORPIONS Live Bites //   Bravo, 1995-04. S. 64.  Архивиран от оригинала на 2023-06-20. Посетен на 2023-11-23. (на немски)
25. ↑  Martinez, Gerald. Jazzy sounds of Chicago (pdf) //  Music.   New Straits Times, 1995-07-16. p. 18. Посетен на 2023-11-23. (на английски)
26. ↑  Scorpions – Live Bites //  Scorpions.   discogs.com. Посетен на 2023-11-23. (на английски)